# Seiji
Seiji (jap. せいじ, セイジ) – męskie imię japońskie.

## Możliwa pisownia
Seiji można zapisać używając wielu różnych znaków kanji i może znaczyć m.in.:
- 精二, „wyrafinowany/czysty, drugi”[1]
- 清二, „czysty, drugi”
- 征二, „zdobywca, drugi”
- 誠二, „szczery, drugi”
- 青児, „niebieski, noworodek/dziecko”
- 誠司, „szczery, przepis”
- 誠治, „szczery, rządzić”
- 聖司, „święty, przepis”
- 聖治, „święty, rządzić”
- 清次, „czysty, następny”
- 政次, „rząd, następny”
- 正治, „właściwy, rządzić”
- 征爾

## Znane osoby
- Seiji Aochi (清二), japoński skoczek narciarski
- Seiji Ara (聖治), japoński kierowca wyścigowy
- Seiji Isobe (清次), japoński karateka
- Seiji Kameda (誠治), japoński producent muzyczny
- Seiji Kishi (誠二), japoński reżyser anime
- Seiji Maehara (誠司), japoński polityk
- Seiji Mizushima (精二), japoński reżyser anime
- Seiji Ogawa (誠二), japoński naukowiec
- Seiji Ono (誠治), japoński tenisista stołowy
- Seiji Ozawa (征爾), japoński dyrygent
- Seiji Ōko (誠司), japoński siatkarz
- Seiji Shimoda (誠二), japoński performer, poeta i kustosz
- Seiji Tōgō (青児), japoński malarz i artysta
- Seiji Ueda (清二), japoński astronom

## Fikcyjne postacie
- Seiji Amasawa (聖司), bohater filmu anime Szept serca
- Seiji Haitani (政次), główny antagonista mangi i anime Zetman
- Seiji Hiwatari (星司), główny bohater mangi i anime Kirarin Revolution
- Seiji Sawamura (正治), główny bohater mangi i anime Midori Days